# Skärbäckstjärnen
Skärbäckstjärnen är en sjö i Östersunds kommun i Jämtland och ingår i Indalsälvens huvudavrinningsområde. Skärbäckstjärnen ligger i Öjsjömyrarna Natura 2000-område.